# Sollentuna Södra Scoutkår
Sollentuna Södra Scoutkår bildades 1960 och har sin bas i Helenelund i scoutgården Holken som ligger i Tegelhagen. Sjöverksamheten sköts ifrån båthuset Skutan nere vid Edsviken. Kåren har mer än 530 medlemmar (2012 09 25) vilket gör Sollentuna Södra till Sveriges största scoutkår.

## Historik
Den första scoutavdelningen i Sollentuna bildades var 12 pojkar 1922. Den förste ledaren var kamrer Erik Norman på Ulvsäter, en gård söder om Skansen vid Edsviken. Avdelningen tillhörde Kristliga Föreningen av Unga Män (KFUM) till en början, men 1930 gick man över till Svenska Scoutförbundet eftersom de inte ansåg sig klara av kravet att hålla bibelstudier med scouterna. 1932 delades pojkscoutverksamheten upp i tre kolonner. Kolonn III höll till Helenelund och Edsviken och hade tillgång i en liten scoutstuga vid Helenelundsskolan.
År 1931 bildades Sollentuna Flickscoutkår som 1945 delads upp i två kårer. Flickscoutkår II bestod av flickor från Tureberg och Helenelund. År¡ 1957 delades Flickscoutkår II upp och Flickscoutkår III bildades med flickorna från Helenelund.
Helenelunds scoutgård, Holken, på Hedvigsdalsvägen invigdes 1959 och året efter bildades Sollentuna Södra Scoutkår av Sollentuna Scoutkår av kolonn III, Sollentuna Flickscoutkår III och Gullpudrans Blåvingering (flickscouter årskurs 2 och 3) med Holken som bas. Detta första år hade kåren 204 medlemmar.
År 1975 fick Sollentuna Södra Scoutkår via omvägar ett beduintält som lämnats kvar av den marockanska kronprinsen på världsjamboreen Nordjamb i Norge det året. Efter en period i glömska  används tältet sedan 1993 regelbundet på läger av kårens seniorer.
Holken på Hedvigsdalsvägen låg i vägen för Tegelhagens nya bebyggelse; därför byggdes och invigdes den nya scoutgården Holken på Skogstopsvägen 1976. Kung Carl XVI Gustaf besökte Sollentuna Södra Scoutkår och Holken 1978.
Båthuset Skutan, som kåren och Edsvikens båtklubb använder gemensamt, byggdes 1998.
Sollentuna Södra deltog i den nationella jamboreen Jiingijamborii, på Rinkabyfältet i Skåne 2007 och i World Scout Jamboree 2011 på samma plats.

## Verksamhet
Sollentuna Södra har verksamhet från årskurs 1 till 25 års ålder:
- Bäverscouting (årskurs 1) där barnen får prova på scouting.
- Spårarscouting (årskurs 2 till 3) som är introduktionen till klassisk scouting med de första hajkerna.
- Upptäckarscouting (årskurs 4 till 5) där man får lära sig hantera kniv och yxa, övernatta i tält och lära sig segla.
- Äventyrarscouting (årskurs 6 till 8) med övernattning i vindskydd, helg- och veckoseglingar och att tillsammans i patrullen lösa uppgifter.
- Utmanarscouter (årskurs 9 till 19 års ålder) planerar och genomför sina egna program med hjälp av sin gemensamma scouterfarenhet.
- Roverscouter (19 till 25 år) ägnar sig ofta åt att ordna tävlingar och andra arrangemang för andra scouter.

Sedan 1955 ordnar scouterna valborgsfirande i Tegelhagen som under senare år dragit upp emot 8 000 besökare.
1997 började scoutkåren ploga en skridskobana på Edvikens is och arrangera korv- och blåbärssoppsförsäljning på isen vid tjänligt skridskoföre. Numera står Danderyds kommun i huvudsak för plogningen av den cirka 9 km långa isbanan med viss hjälp från scoutkåren.
Kåren håller till i scoutgården Holken och båthuset Skutan. 

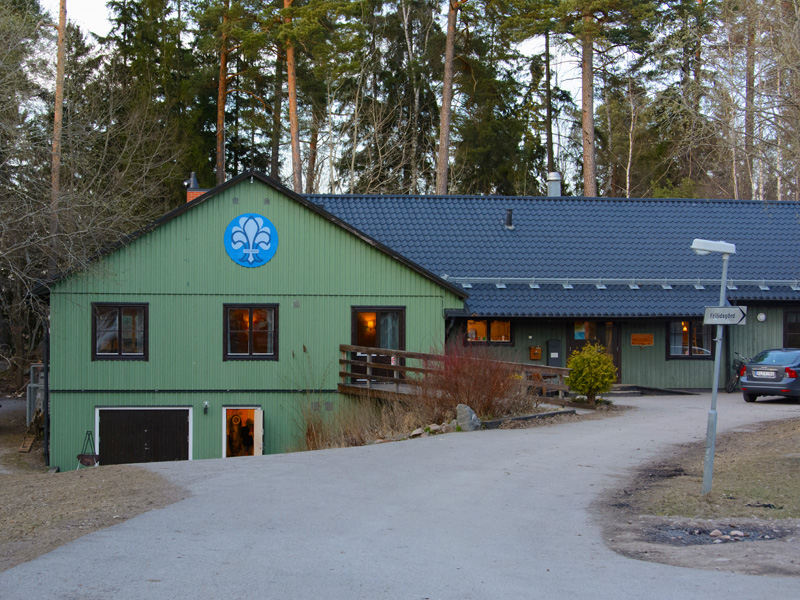
Scoutgården Holken i Tegelhagen
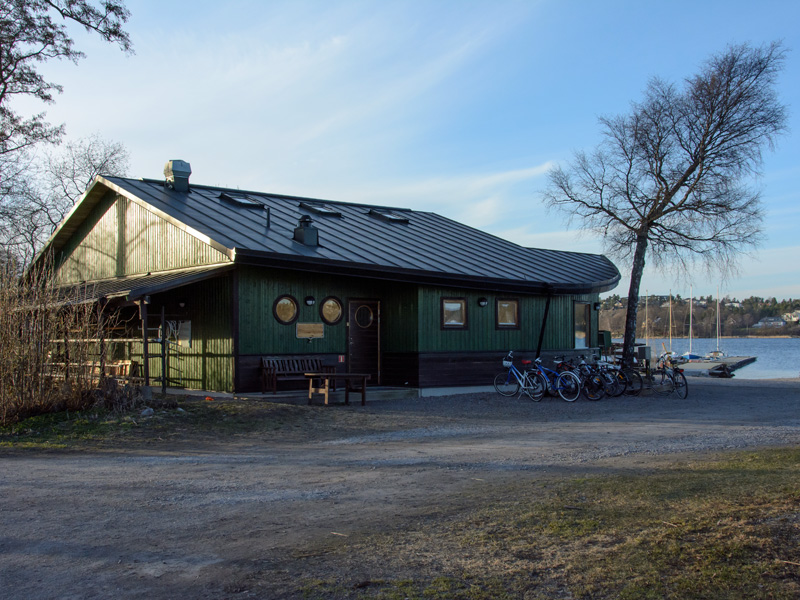
Båthuset Skutan i Edsviken